# 오카다 메이

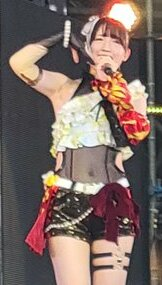

오카다 메이(일본어: 岡田夢以) 일본의 탤런트, 성우, 여배우.

## 개요
일본의 탤런트, 성우, 여배우.
1996년 5월 19일생, 사이타마 현 출신.
에 플러스 소속 및 에스크루 엔터테인먼트 업무 제휴.

## 경력
2014년에 에플러스의 오디션에 합격해, 동시에 합격자로 결성된 여성 아이돌 그룹 「전교 소녀 가격단」(2018년 5월 「전교 소녀*」로 개명)의 멤버 겸 리더로서 예능 활동을 개시. 2019년 11월 졸업까지 동 그룹에서 활동했다.
최근에는 부시로드 의 미디어 믹스 프로젝트 2작품으로 발탁되고 있어 『D4DJ』의 미즈시마 마리카 역, 『ROAD59 신시대 임사 특구』의 히라사키 아야 역을 연기한다.